# طرح آلون
طرح آلون (به انگلیسی: Allon Plan) طرحی برای تقسیم کرانهٔ باختری رود اردن بین اسرائیل و پادشاهی اردن هاشمی، ایجاد یک حکومت دروزی در بلندی‌های جولان تحت اشغال اسرائیل و بازگرداندن کنترل بیش‌تر شبه‌جزیره سینا به اعراب بود. پیش‌نویس این طرح اندکی پس از جنگ شش‌روزه در ژوئن ۱۹۶۷ توسط ایگال آلون وزیر اسرائیلی ارائه شد.

طرح آلون

هدف اصلی این طرح، الحاق بخش عمدهٔ درهٔ اردن از رودخانه به دامنه‌های شرقی ارتفاعات مرزی کرانه باختری، بیت‌المقدس شرقی و گوش عتصیون به اسرائیل بود. قرار بود قسمت‌های باقیماندهٔ کرانهٔ باختری که بیش‌تر حاوی جمعیت و ساکنان فلسطینی است، به قلمرو خودمختار فلسطین تبدیل شود یا به اردن بازگردد؛ از جمله کریدور و تونلی به اردن از طریق اریحا. این طرح توسط ملک حسین، پادشاه اردن، رد شد.
آلون در سال ۱۹۸۰ درگذشت و سال بعد، دولت اسرائیل قانون ارتفاعات جولان را تصویب کرد و عملاً بیشتر این منطقه را به خاک خود ضمیمه کرد.